# فتى غض

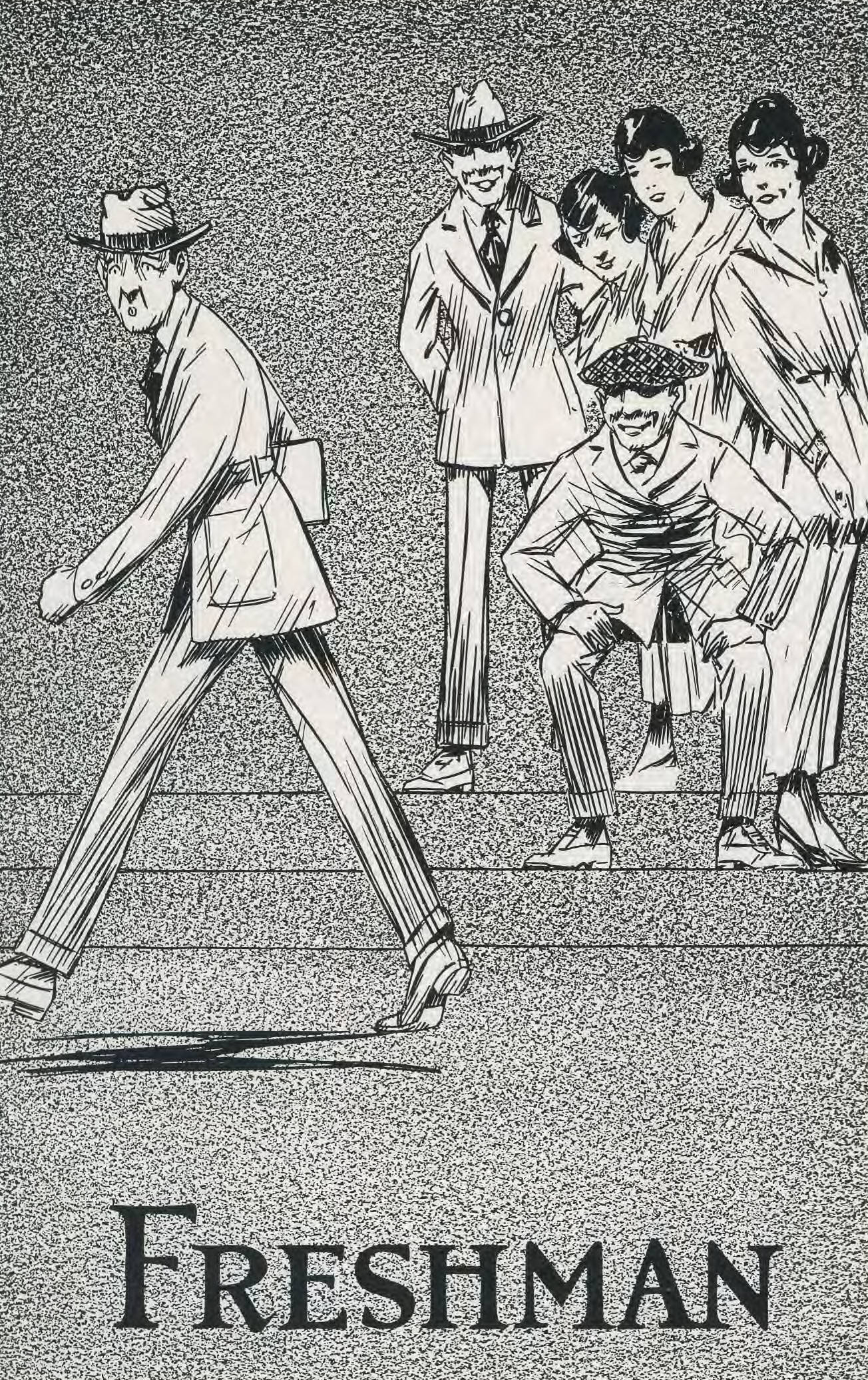

الفتى الغَضّ أو الفتاة الغَضّى أو المبتدئون وقد يُدعَون بالسنافر هو شخص في السنة الأولى في مؤسسة تعليمية، وعادة ما تكون في الكلية والجامعة ومؤسساتالتعليم الثالثي الأُخَر.